# 근거리장과 원거리장

근거리장(왼쪽 절반)에서는 프레넬 회절이. 원거리장(오른쪽 절반)에서는 프라운호퍼 회절이 지배적이다.

근거리장(近距離場 near field, 문화어: 가까운 시야)과 원거리장(遠距離場, far field)이란 어떤 물체 주위의 전자기파의 주위를 서술할 때 사용되는 용어이다. 문제의 물체 바로 주위에서는 근거리장 양태가 지배적이고, 아주 먼 거리에서는 원거리장 양태가 지배적이다.

## 같이 보기
- 프라운호퍼 회절
- 프레넬 회절
- 유도가열
- 근거리 무선 통신
- 무선 전력 전송
- 역제곱 법칙